# نونين
1-نونين هو مركب عضوي هيدروكربوني ينتمي إلى الألكينات صيغته C9H18، ويوجد على شكل سائل عديم اللون.

## الخواص
يوجد المركب في الشروط القياسية على شكل سائل عديم اللون، وهو لا يمتزج مع الماء، لكنه يمتزج بسهولة مع المذيبات العضوية.

### المصاوغات
النونينات هي مجموعة مركبات عضوية هيدروكربونية من الألكينات لها الصيغة الكيميائية المجملة C9H18، بالتالي فهي مركبات متصاوغة وتختلف فيما بينها بموقع الرابطة المضاعفة على السلسلة الكربونية.
تشمل المتصاوغات بالإضافة إلى 1-نونين كل من
- 2-نونين
- 3-نونين
- 4-نونين

## الاستخدامات
تستخدم مزائج النونينات المتفرعة في ألكلة الفينولات لإنتاج نونيل الفينول والمستخدم في صناعة المنظفات؛ لكنه في الوقت نفسه من الملوثات المثيرة للجدل.